# Ołowiowanie
Ołowiowanie – nakładanie na powierzchnię przedmiotów metalowych, głównie stali, powłoki ołowiu w celu ochrony przed korozją. Powłoki ołowiu stosowane są jako ochrona części aparatury i urządzeń na działanie par i roztworów związków siarki, fluoru i innych chemikaliów (np. elementów akumulatorów) oraz jako podwarstwa pod powłokę cynową. Wysoka toksyczność ołowiu i jego związków powoduje, że ołowiowanie ma przydatność wyłącznie do celów technicznych, jako ochrona elementów stalowych narażonych na agresywne środowiska m.in. w przemyśle chemicznym, eliminując je z wielu zastosowań np. ochrony przedmiotów codziennego użytku.
Ołów jako materiał antykorozyjny ma wszechstronne zastosowanie, szczególnie w tych gałęziach przemysłu, gdzie występują agresywne czynniki w postaci par lub roztworów kwasów siarkowego, solnego i fluorowodorowego. Ponadto ołów wykazuje dostateczną odporność na czynniki korozyjne występujące w ośrodkach miejskich, przemysłowych oraz w klimacie morskim. Ołów jest mało odporny na działanie takich związków chemicznych, jak kwasy organiczne, kwas azotowy oraz silne zasady.
W stosunku do żelaza ołów jest katodą, a zatem skuteczną ochronę stali osiąga się pod warunkiem uzyskania powłok ołowianych szczelnych, bez spękań, rozwarstwień oraz w miarę grubych. Stosowane grubości powłok są zawarte w szerokich granicach i wynoszą 10–400 µm, a w szczególnych przypadkach nawet 2 mm.
Osadzanie powłok ołowianych związane jest z pewnymi trudnościami ze względu na wrażliwość tych powłok na zaabsorbowany wodór w metalu podłoża. Z tego powodu przedmioty ze stali i mosiądzu trzeba przed ołowiowaniem wstępnie pomiedziować lub poniklować cienką warstwą. W procesie przygotowania stali muszą też być wyeliminowane źródła nawodorowania stali, takie jak chemiczne trawienie lub elektrochemiczne katodowe odrdzewianie i odtłuszczanie.
Stosowane są trzy rodzaje nakładania powłoki ołowiowej: elektrolityczna (powłoka galwaniczna), na gorąco lub natryskowa, oraz nacieranie ołowiem rozgrzanej pocynowanej powierzchni. Największe znaczenie ma pierwsza z podanych metod czyli proces galwanostegii, tj. elektrolitycznego osadzania ołowiu pod wpływem przepływu stałego prądu elektrycznego. Katodę stanowi galwanizowany przedmiot, anodę płyta z czystego ołowiu przeznaczonego na powłokę, elektrolitem zaś jest roztwór jego soli.

## Ołowiowanie elektrolityczne
Ołowiowanie prowadzi się w temperaturze otoczenia lub nieco podwyższonej. Obecnie najczęściej stosuje się kąpiele w których solą metalonośną jest tetrafluoroboran ołowiu(II), Pb(BF4)2, i heksafluorokrzemian ołowiu(II), PbSiF6; konieczny jest również pewien nadmiar wolnego kwasu tetrafluoroborowego oraz dodatki polepszające jakość powłoki najczęściej typu koloidalnego.
Jako anody stosuje się blachy wykonane z ołowiu o dużej czystości, sumaryczne zanieczyszczenia nie mogą przekraczać 0,01%. Anodowa gęstość prądu nie przekracza zazwyczaj 3 A/dcm2. Wanny robocze lub pomocnicze powinny być wykonane z blachy stalowej wyłożonej ołowiem lub twardą gumą (ebonitem)